# Tomáš Necid
Tomáš Necid (phát âm tiếng Séc: [ˈtomaːʃ ˈnɛtsɪt]; sinh ngày 13 tháng 8 năm 1989) là một cầu thủ bóng đá chuyên nghiệp người Séc thi đấu ở vị trí tiền đạo cho câu lạc bộ Bohemians 1905.
Anh là anh trai của Simona Necidová, một nữ cầu thủ bóng đá chuyên nghiệp.

## Sự nghiệp cấp câu lạc bộ

### Những năm đầu tiên
Necid thi đấu trận đầu tiên cho đội trẻ của SK Slavia Prague vào tháng 9 năm 2006, năm anh mới chỉ 17 tuổi. Một tháng sau, anh ghi bàn đầu tiên tại giải.

#### Cho mượn tới Jablonec
Ở mùa 2007–08, Necid có trận ra mắt UEFA Champions League, tuy nhiên anh bị đem cho mượn tới FK Jablonec ở nửa sau mùa giải. Mặc dù chỉ chơi 14 trận (trong tổng số 30), anh là chân sút tốt nhất của Jablonec với 5 bàn thắng. Khi Necid đến FK Jablonec, họ đứng ở vị trí thứ 15 (trên tổng 16 đội), tức là phải xuống chơi ở giải đấu hạng thấp hơn. Mặc dù vậy, đội bóng kết thúc mùa ở vị trí số 12 và đã tồn tại được, với Necid là một trong những người hùng của đội. Khi thời hạn cho mượn đáo hạn, anh cho biết muốn trở lại Slavia và không muốn chơi cho Jablonec nữa.
Ở cuối mùa giải, trong trận đầu tiên cho Slavia sau khi anh trở lại từ Jablonec, anh ghi một bàn vào lưới Liberec. Slavia Prague đoạt chức vô địch quốc gia. Năm 2008, anh đoạt giải "Tài năng của năm" tại lễ trao giải Cầu thủ bóng đá Séc hay nhất awards.

### CSKA Moscow
Tháng 9 năm 2008, CSKA Moscow, đã bày tỏ sự quan tâm tới Necid từ năm 2006, và ký một thỏa thuận với Slavia Prague, theo đó Necid sẽ ở lại Slavia cho đến hết năm và đầu quân cho CSKA vào tháng 1 năm 2009. Anh chơi trận đấu đầu tiên cho CSKA Moscow vào ngày 7 tháng 3 năm 2009 tại Siêu cúp Nga 2009 khi anh vào sân từ ghế dự bị ở phút thứ 78 và ghi bàn thắng quyết định cho đội của mình ở hiệp phụ, cụ thể là phút thứ 113. Trước khi gia nhập CSKA Moscow Necid thi đấu 16 trận tại Gambrinus liga 2008–09 và ghi 11 bàn (biến anh trở thành chân sút vua phá lưới của giải đấu lúc ấy.
Trong trận ra mắt cho CSKA tại Cúp bóng dá Nga 2009, Necid vào sân thay người khi tỉ số đang là 1–1 và ghi bàn thắng ấn định thắng lợi cho CSKA.
Tháng 6 năm 2011, Necid gặp chấn thương đầu gối và phải tiến hành hai cuộc phẫu thuật, làm anh phải ngồi ngoài trong 22 tháng để dưỡng thương (đến tháng 4 năm 2013).

## Thống kê sự nghiệp

### Câu lạc bộ
Tính đến 27 tháng 9 năm 2020
| Câu lạc bộ           | Mùa                | Giải                   | Giải    | Giải      | Cúp     | Cúp       | Cúp châu Âu | Cúp châu Âu | Khác    | Khác      | Tổng cộng | Tổng cộng | Chú thích |
| Câu lạc bộ           | Mùa                | Hạng đấu               | Số trận | Bàn thắng | Số trận | Bàn thắng | Số trận     | Bàn thắng   | Số trận | Bàn thắng | Số trận   | Bàn thắng | Chú thích |
| -------------------- | ------------------ | ---------------------- | ------- | --------- | ------- | --------- | ----------- | ----------- | ------- | --------- | --------- | --------- | --------- |
| Slavia Prague        | 2006–07            | Czech First League     | 13      | 2         | 0       | 0         | 1           | 0           | 0       | 0         | 14        | 2         | [ 7 ]     |
| Slavia Prague        | 2007–08            | Czech First League     | 3       | 0         | 0       | 0         | 4           | 0           | 0       | 0         | 7         | 0         | [ 7 ]     |
| Slavia Prague        | 2008–09            | Czech First League     | 16      | 11        | 2       | 1         | 7           | 0           | 0       | 0         | 25        | 12        |           |
| Slavia Prague        | Tổng cộng          | Tổng cộng              | 32      | 13        | 2       | 1         | 12          | 0           | 0       | 0         | 46        | 14        | –         |
| FK Jablonec (loan)   | 2007–08            | Czech First League     | 13      | 5         | 0       | 0         | 0           | 0           | 0       | 0         | 13        | 5         | [ 7 ]     |
| CSKA Moscow          | 2009               | Russian Premier League | 27      | 9         | 4       | 2         | 6           | 1           | 0       | 0         | 37        | 12        |           |
| CSKA Moscow          | 2010               | Russian Premier League | 24      | 7         | 2       | 0         | 11          | 6           | 0       | 0         | 37        | 13        |           |
| CSKA Moscow          | 2011–12            | Russian Premier League | 23      | 3         | 5       | 1         | 6           | 1           | 0       | 0         | 34        | 5         |           |
| CSKA Moscow          | 2012–13            | Russian Premier League | 1       | 0         | 0       | 0         | 0           | 0           | 0       | 0         | 1         | 0         |           |
| CSKA Moscow          | Tổng cộng          | Tổng cộng              | 75      | 19        | 11      | 3         | 23          | 8           | 0       | 0         | 109       | 30        | –         |
| PAOK (mượn)          | 2013–14            | Super League Greece    | 12      | 1         | 2       | 1         | 5           | 1           | 0       | 0         | 19        | 3         | [ 8 ]     |
| Slavia Prague (loan) | 2013–14            | Czech First League     | 13      | 3         | 2       | 0         | 0           | 0           | 0       | 0         | 15        | 3         | [ 8 ]     |
| PEC Zwolle (mượn)    | 2014–15            | Eredivisie             | 24      | 11        | 5       | 2         | 2           | 0           | 2       | 1         | 33        | 14        | [ 7 ]     |
| Bursaspor            | 2015–16            | Süper Lig              | 28      | 11        | 5       | 5         | 0           | 0           | 0       | 0         | 33        | 16        | [ 7 ]     |
| Bursaspor            | 2016–17            | Süper Lig              | 6       | 0         | 6       | 2         | 0           | 0           | 0       | 0         | 12        | 2         | [ 7 ]     |
| Bursaspor            | 2018–19            | Süper Lig              | 2       | 0         | 0       | 0         | 0           | 0           | 0       | 0         | 2         | 0         | [ 7 ]     |
| Bursaspor            | Tổng cộng          | Tổng cộng              | 36      | 11        | 11      | 7         | 0           | 0           | 0       | 0         | 47        | 18        | –         |
| Legia Warsaw (mượn)  | 2016–17            | Ekstraklasa            | 4       | 1         | 0       | 0         | 2           | 0           | 2       | 0         | 8         | 1         | [ 8 ]     |
| Slavia Prague (loan) | 2017–18            | Czech First League     | 15      | 3         | 4       | 3         | 6           | 2           | 0       | 0         | 25        | 8         | [ 8 ]     |
| ADO Den Haag         | 2018–19            | Eredivisie             | 26      | 9         | 2       | 2         | 0           | 0           | 0       | 0         | 28        | 11        | [ 7 ]     |
| ADO Den Haag         | 2019–20            | Eredivisie             | 21      | 6         | 1       | 0         | 0           | 0           | 0       | 0         | 22        | 6         | [ 7 ]     |
| ADO Den Haag         | Tổng cộng          | Tổng cộng              | 47      | 15        | 3       | 2         | 0           | 0           | 0       | 0         | 50        | 17        | –         |
| Tổng kết sự nghiệp   | Tổng kết sự nghiệp | Tổng kết sự nghiệp     | 271     | 82        | 40      | 19        | 50          | 11          | 4       | 1         | 365       | 113       | –         |

### Cấp đội tuyển
Tính đến 7 tháng 6 năm 2019.
| Tuyển quốc gia | Mùa       | Số trận | Bàn thắng |
| -------------- | --------- | ------- | --------- |
| Cộng hòa Séc   | 2008      | 1       | 1         |
| Cộng hòa Séc   | 2009      | 11      | 3         |
| Cộng hòa Séc   | 2010      | 8       | 3         |
| Cộng hòa Séc   | 2011      | 5       | 0         |
| Cộng hòa Séc   | 2012      | 1       | 0         |
| Cộng hòa Séc   | 2013      | 0       | 0         |
| Cộng hòa Séc   | 2014      | 2       | 1         |
| Cộng hòa Séc   | 2015      | 6       | 1         |
| Cộng hòa Séc   | 2016      | 10      | 3         |
| Tổng cộng      | Tổng cộng | 44      | 12        |

### Bàn thắng cho đội tuyển
Tính đến trận đấu diễn ra ngày 7 tháng 6 năm 2019. Các bàn thắng của Cộng hòa Séc được liệt kê trước.
| #  | Ngày                 | Nơi tổ chức                                                                 | Lần ra sân thứ | Đối thủ       | Tỉ số | Kết quả | Giải đấu                 |
| -- | -------------------- | --------------------------------------------------------------------------- | -------------- | ------------- | ----- | ------- | ------------------------ |
| 1  | 19 tháng 11 năm 2008 | Sân vận động San Marino, Serravalle, San Marino                             | 1              | San Marino    | 3–0   | 3–0     | Vòng loại World Cup 2010 |
| 2  | 5 tháng 6 năm 2009   | Na Stínadlech, Teplice, Cộng hòa Séc                                        | 5              | Malta         | 1–0   | 1–0     | Giao hữu                 |
| 3  | 9 tháng 9 năm 2009   | Městský fotbalový stadion Miroslava Valenty, Uherské Hradiště, Cộng hòa Séc | 8              | San Marino    | 6–0   | 7–0     | Vòng loại World Cup 2010 |
| 4  | 10 tháng 10 năm 2009 | Generali Arena, Prague, Cộng hòa Séc                                        | 9              | Ba Lan        | 1–0   | 2–0     | Vòng loại World Cup 2010 |
| 5  | 25 tháng 5 năm 2010  | Sân vận động Pratt & Whitney tại Rentschler Field, Đông Hartford, Mỹ        | 15             | Hoa Kỳ        | 4–2   | 4–2     | Giao hữu                 |
| 6  | 11 tháng 8 năm 2010  | Stadion u Nisy, Liberec, Cộng hòa Séc                                       | 16             | Latvia        | 4–0   | 4–1     | Giao hữu                 |
| 7  | 12 tháng 10 năm 2010 | Sân vận động Rheinpark, Vaduz, Liechtenstein                                | 19             | Liechtenstein | 1–0   | 2–0     | Vòng loại Euro 2012      |
| 8  | 13 tháng 10 năm 2014 | Astana Arena, Astana, Kazakhstan                                            | 27             | Kazakhstan    | 4–1   | 4–2     | Euro 2016                |
| 9  | 13 tháng 11 năm 2015 | Městský fotbalový stadion Miroslava Valenty, Uherské Hradiště, Cộng hòa Séc | 33             | Serbia        | 2–1   | 4–1     | Giao hữu                 |
| 10 | 27 tháng 5 năm 2016  | Kufstein-Arena, Kufstein, Áo                                                | 37             | Malta         | 5–0   | 6–0     | Giao hữu                 |
| 11 | 1 tháng 6 năm 2016   | Tivoli-Neu, Innsbruck, Áo                                                   | 38             | Nga           | 2–1   | 2–1     | Giao hữu                 |
| 12 | 17 tháng 6 năm 2016  | Sân vận động Geoffroy-Guichard, Saint-Étienne, Pháp                         | 41             | Croatia       | 2–2   | 2–2     | Euro 2016                |

## Danh hiệu

### Câu lạc bộ
Slavia Prague
- Giải vô địch quốc gia Séc: 2007–08, 2008–09
- Cúp bóng đá Séc: 2017–18

CSKA Moscow
- Giải Ngoại hạng Nga: 2012–13
- Cúp bóng đá Nga: 2008–09, 2010–11
- Siêu cúp Nga: 2009, 2013

U-17 Cộng hòa Séc
- Giải vô địch bóng đá U-17 châu Âu: 2006[10]

### Cá nhân
- Giải vô địch bóng đá U-17 châu Âu: 2006
- Vua phá lưới Giải vô địch bóng đá U-19 châu Âu: 2008
- Cầu thủ bóng đá Séc hay nhất năm: 2008 (Tài năng của năm)